# Dan Scanlon
Dan Scanlon (Clawson, 21 giugno 1976) è un animatore e regista statunitense.

## Biografia
Dan Scanlon è nato a Clawson, nel Michigan. Suo padre morì quando aveva 1 anno e suo fratello maggiore 3 anni. Da adolescenti, i due fratelli ricevettero da un loro parente una registrazione audio del loro padre. Era solito creare caricature di VIP ed inviargliele. Sua madre organizzava interviste e fece apparizioni sporadiche in TV. Nel 1998 si laurea in BFA al Columbus College of Art and Design. Attualmente vive a San Francisco insieme alla moglie Michele, e entrambi lavorano alla società di produzione cinematografica Caveat Productions.

## Carriera
Nel 2001 entra a far parte del team animatori della Pixar, lavorando come addetto allo storyboard per Cars e Toy Story 3 - La grande fuga. Nel 2006 co-dirige il cortometraggio Carl Attrezzi e la luce fantasma, disegna la prima parte di Unmentionables, un fumetto scritto da sua moglie, e scrive e dirige il suo primo lungometraggio live-action Tracy; Ha anche lavorato come membro del senior team creativo di Ribelle - The Brave e Inside Out.
Nel 2013 dirige il film Monsters University, prequel di Monsters & Co. uscito nel 2001, ottenendo recensioni positive e successo commerciale. Nel mese di luglio del 2017, durante il D23 Expo, annuncia la realizzazione di un film di fantasia ambientato in un mondo fantasy suburbano la cui storia si ispira alla morte del padre e, a dicembre del 2018, rivela che il film sarà distribuito con il titolo Onward.

## Filmografia

### Regista e sceneggiatore
- Carl Attrezzi e la luce fantasma (Mater and the Ghostlight) (2006)
- Tracy (2006)
- Monsters University (2013)
- Onward - Oltre la magia (Onward) (2020)

### Addetto allo Storyboard
- La sirenetta II - Ritorno agli abissi (The Little Mermaid II: Return to the Sea) (2000)
- Il gobbo di Notre Dame II - Il Segreto della Campana (The Hunchback of Notre Dame II: The Secret of the Bell) (2002)
- La carica dei 101 II - Macchia, un eroe a Londra (101 Dalmatians II: Patch's London Adventure) (2003)
- Tarzan II (2005)
- Cars - Motori ruggenti (Cars) (2006)

### Animatore
- Pocahontas II - Viaggio nel nuovo mondo (Pocahontas II: Journey to a New World) (1998)
- The Indescribable Nth (2000)
- Giuseppe - Il re dei sogni (Joseph: King of Dreams) (2000)